# Trogloianiropsis lloberai
Trogloianiropsis lloberai là một loài chân đều trong họ Janiridae. Loài này được Jaume miêu tả khoa học năm 1995.